# Lestodiplosis dactylopii
Lestodiplosis dactylopii is een muggensoort uit de familie van de galmuggen (Cecidomyiidae). De wetenschappelijke naam van de soort is voor het eerst geldig gepubliceerd in 1918 door Del Gueriio.